# Агинска степ
Агѝнската степ (на руски: Агинская степь) е степ в югозападната част на Забайкалски край, заемаща югоизточните полегати скланове на Могойтуйския хребет и долините на река Ага (ляв приток на Онон) и нейните притоци.
Простира се от изток-североизток на запад-югозапад на протежение около 100 km и надморска височина от 600 m на изток до 900 m на север и запад. Изградена е от алувиални и елувиални антропогенни наслаги, разположени върхи камбрийски шисти. Отводнява се основно от река Ага (ляв приток на Онон) и нейните леви притоци Догой, Зугалай, Хара Шебер и др. Широко разпространение има коило-типчаковата тревиста растителност, развита върху безкарбонатни черноземни и планински неоподзолени сиви горски почви. Значителна част от нея се използва за земеделие. 
В нея са разположени селищата от градски тип Агинское и Могойтуй и още десетина села. В средната си част се пресича от северозапад на югоизток от жп линията Чита – Забайкалск и участък от шосе А166 Чита – Борзя – Забайкалск